# Ligne 8 du métro de Pékin
La ligne 8 est l'une des 25 lignes du réseau métropolitain de Pékin, en Chine.

## Tracé et stations
La ligne relie Zhuxinzhuang au nord-ouest, dans le district de Changping, à Yinghai au sud-est, dans le district de Daxing, et compte au total 34 stations sur une longueur de 49,5 km.
Elle est en correspondance avec les lignes 1, 2, 6, 7, 10, 13, 14, 15 et la ligne suburbaine Changping du métro, ainsi que la ligne S2 des chemins de fer suburbains.

## Histoire
La première section entre Beitucheng et la Porte sud du parc olympique est mise en service le 19 juillet 2008, peu avant l'ouverture des Jeux olympiques. Le 30 décembre 2018, sont ouvertes les sections entre Nanluoguxiang et le Musée d'Art national ainsi que la section sud entre Zhushikou et Yinghai. Le tronçon central entre le Musée d'Art national et Zhushikou est ouvert à la circulation le 31 décembre 2021.

## Sites desservis
Le musée d'Art national de Chine est accessible à partir de la station homonyme.